# Монтиньи-Ремори, Каролина
Фанни Марселина Каролина Монтиньи-Ремори (фр. Fanny-Marceline-Caroline Montigny-Rémaury, урождённая Ремори, во втором браке де Серр-Вичфински, фр. de Serres Wieczffinski; 22 января 1843, Памье — 19 июня 1913, Париж) — французская пианистка.
Дочь учителя живописи и рисунка. Старшая сестра, Эльвира Ремори (1827—1910), была женой композитора Амбруаза Тома.
Училась в Парижской консерватории у Феликса Ле Куппе. В 1860 г. дебютировала на парижской концертной сцене, выступала с разнородным салонным репертуаром в диапазоне от Жана Филиппа Рамо до Штефана Хеллера. С 1866 г. замужем за журналистом Леоном Монтиньи (1837—1872), присоединила фамилию мужа к своей.
После Франко-прусской войны в значительной степени сосредоточила свои усилия на пропаганде французской музыки. Выступала в ансамбле с Сезаром Франком, Огюстом Тольбеком, исполняла сочинения Эдуара Лало, Теодора Гуви, Шарля Мари Видора и других современных авторов. В 1878—1883 гг. регулярно гастролировала в Лондоне, в том числе в 1880 г. в дуэте с Камилем Сен-Сансом. В том же году выступала в Вене и Граце. В 1884 г. концертировала в Берлине (с оркестром под управлением Йозефа Иоахима) и в Женеве. Летом этого года занималась в Веймаре под руководством Франца Листа.
В 1885 г. вышла замуж во второй раз за инженера Огюста де Серр-Вичфински и поселилась с ним в Вене. После некоторого перерыва в карьере год спустя вернулась на концертную сцену, выступив в составе фортепианного трио с Арнольдом Розе и Райнхольдом Хуммером. На рубеже 1880—1890-х гг. продолжала концертировать как в Австрии, так и во Франции, затем постепенно оставила сцену.
Наиболее тесная дружба связывала Каролину Ремори с Камилем Сен-Сансом, посвятившим ей свою знаменитую «Пляску смерти» (1874), а также пьесу Wedding Cake (с англ. — «Свадебный пирог»; 1885, к свадьбе с Огюстом де Серром) и Шесть этюдов для левой руки (1912, в ответ на известие о том, что престарелая пианистка повредила правую руку). Каролине Ремори посвящены также Фантазия-балет для фортепиано с оркестром (1884) Габриэля Пьерне, симфоническая поэма для фортепиано с оркестром «Джинны» (1884) Сезара Франка, «Мавританские сцены» для фортепиано Роберта Фишхофа, Интродукция и аллегро Бенжамена Годара, пьесы Шарля Вильфрида де Берио, Сесиль Шаминад, Юбера Леонара и других заметных музыкантов эпохи.
Двое детей от первого брака: Жан Морис Шарль де Монтиньи (1866—1936), префект департамента Сарта (1909—1914), и Алиса Монтиньи, жена художника и скульптора Эмиля Лафонта, выступавшая под псевдонимом Анри Феррар (фр. Henry Ferrare) как либреттист опер Жоржа Ю, Жана Нугеса и др.